# Duello di peni

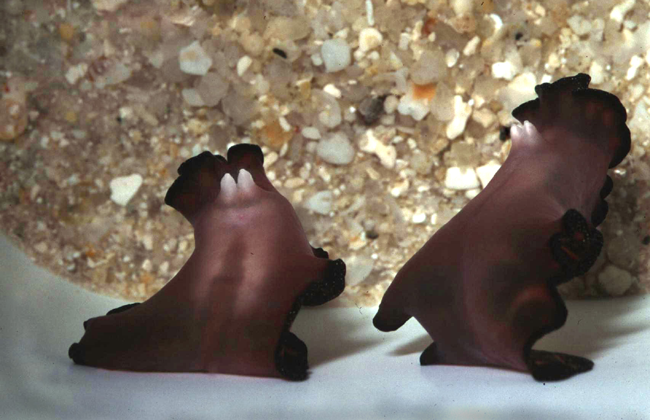
Due platelminti della specie Pseudobiceros bedfordi che si stanno preparando per il duello di peni. Il P. bedfordi è un caso particolare perché applica il suo sperma sulla pelle del proprio partner anziché iniettarlo.

Il duello di peni (penis fencing in inglese) è un comportamento di accoppiamento utilizzato da molte specie di vermi piatti, come lo Pseudobiceros hancockanus. Le specie che effettuano questa pratica sono ermafroditi e dunque ciascun individuo ha sia le ovaie produttrici di uova che i testicoli produttori di sperma.
I vermi piatti "duellano" usando dei peni bianchi e appuntiti simili a degli stiletti. Questi stiletti sono appuntiti (e in alcuni casi uncinati) in modo da perforare l'epidermide del partner e iniettare lo sperma all'interno dell'emocele in un'azione nota come iniezione intradermale ipodermica o inseminazione traumatica. Le coppie possono sia competere, con un solo individuo che trasmette lo sperma all'altro, che collaborare, trasferendosi lo sperma bilateralmente. Entrambe le forme di trasferimento dello sperma possono verificarsi nelle medesime specie, e dipendono da vari fattori.

## Trasferimento di sperma unilaterale
Con il trasferimento di sperma unilaterale, un organismo, che farà da "padre", insemina l'altro. Lo sperma è assorbito o attraverso pori o attraverso ferite sulla pelle procurate dallo stiletto del partner e ciò causa la fertilizzazione del secondo il quale diventa la "madre". Il duello può durare fino a un'ora per alcune specie.
Il parto, ovviamente necessario per la buonuscita del processo ricreativo, richiede un investimento parentale considerevole in termini di tempo ed energia e, secondo il principio di Bateman, grava quasi sempre sulla "madre". Perciò, sebbene dal modello di ottimalità consegue che c'è sempre uno dei due individui che è più portato per essere inseminato, in molte specie il "padre" continuerà a duellare fino a che l'altro non sia inseminato, come per voler liberarsi da tale onere.
Tra gli Alderia modesta, gli individui conservano lo sperma da numerosi "duelli" prima di ovulare; inoltre in questa specie è comune che gli individui più piccoli inseminino i partner più grossi, in quanto quest'ultimi spendono più energia nell'ovulazione se sono abbinati con un partner più piccolo durante il trasferimento di sperma unilaterale.

## Trasferimento di sperma bilaterale
Comunemente, molte specie ermafrodite, come il Chelidonura sandrana si inseminano mutualmente o si scambiano lo sperma, anziché competere. Anche i vermi piatti tigrati, i Maritigrella crozierae, si trasferiscono lo sperma bilateralmente. In molte specie che intraprendono l'inseminazione bilaterale, lo scambio di sperma è condizionato. Se uno dei partner "imbroglia" e non trasferisce lo sperma, l'altro o abbandona prematuramente il primo o intraprende il comportamento di accoppiamento classico che non prevede il trasferimento di sperma.
Altre specie alternano quale dei due partner trasferisce lo sperma, intraprendendo, pertanto, più duelli con lo stesso partner nel corso del tempo. Tra gli Alderia modesta, il trasferimento di sperma bilaterale è il più comune, specialmente tra coppie di compagni della stessa taglia.

## Altri usi
Il termine inglese "penis fencing" si utilizza per riferirsi ad attività omosessuali tra due maschi di bonobo; lo sfregamento tra genitali dello stesso sesso è usato nella società dei bonobo per consolidare i legami, ridurre i conflitti ed esprimere comune eccitazione riguardo al cibo. Varie specie di balene utilizzano allo stesso modo la pratica del duello dei peni.